# Marcello Pagliero
Marcello Pagliero (Londres, 15 de gener de 1907 – París, 9 de desembre de 1980) va ser un guionista, director i actor italià actiu en el cinema italià i francès.

## Biografia
Fill d'un genovès i d'una francesa, el 1914 va ser portat a Itàlia per estudis regulars, i es va llicenciar en dret. Després d'haver col·laborat en diverses revistes i diaris com a crític literari i d'art, va començar a dedicar-se al cinema com a traductor de diàlegs per a pel·lícules estrangeres, i a partir de 1940 va escriure guions per a pel·lícules italianes dirigides per Giorgio Simonelli, Flavio Calzavara i Carlo Campogalliani.
El 1943 es va moure darrere de la càmera, però els seus primers intents de dirigir una pel·lícula no van ser gaire feliços; va començar tres pel·lícules però va haver d'abandonar dues per manca de finançament i sobretot per l'empitjorament dels esdeveniments bèl·lics. Al plató de Scalo merci va conèixer Roberto Rossellini, que es va fer amic seu i el 1945 el va fer participar com a actor i ajudant de càmera, juntament amb Carlo Di Palma i Gianni Di Venanzo , a la pel·lícula Roma, ciutat oberta, en la qual interpretava l'enginyer comunista Manfredi, cap de la Resistència. Juntament amb Rossellini, va escriure el tema d'una altra obra clau del neorealisme, Paisà (1946).
El 1946 va aconseguir dirigir la seva primera pel·lícula, Roma città libera, escrita per Ennio Flaiano, Cesare Zavattini i Marcello Marchesi, i interpretada per Andrea Checchi i Valentina Cortese.
Després de tornar a fer el paper d'enginyer a la pel·lícula L'altra (1947), dirigida per Carlo Ludovico Bragaglia, es va traslladar a França, on va començar la seva carrera. com a actor en diverses pel·lícules dramàtiques i noir, i va continuar com a director, dirigint Un homme marche dans la ville (1949).
Va tornar a Itàlia cap a mitjans dels anys 1950 per la seva única experiència teatral (el 1953 va posar en escena, col·laborant amb Luciano Lucignani, una edició de Mandragola de Nicolau Maquiavel) i alguns altres cinematogràfics, dirigint pel·lícules dramàtiques com Vestire gli ignudi (1954) en el període de dos anys 1954-1955, basat en Luigi Pirandello, Vergine moderna (1954) i d’aventures com Cheri-Bibi (Il forzato della Guiana) (1955). Va tornar definitivament a França, on va dirigir altres obres i va continuar amb més aparicions puntuals com a actor fins a la seva jubilació, que es va produir cap a finals dels seixanta.

## Filmografìa

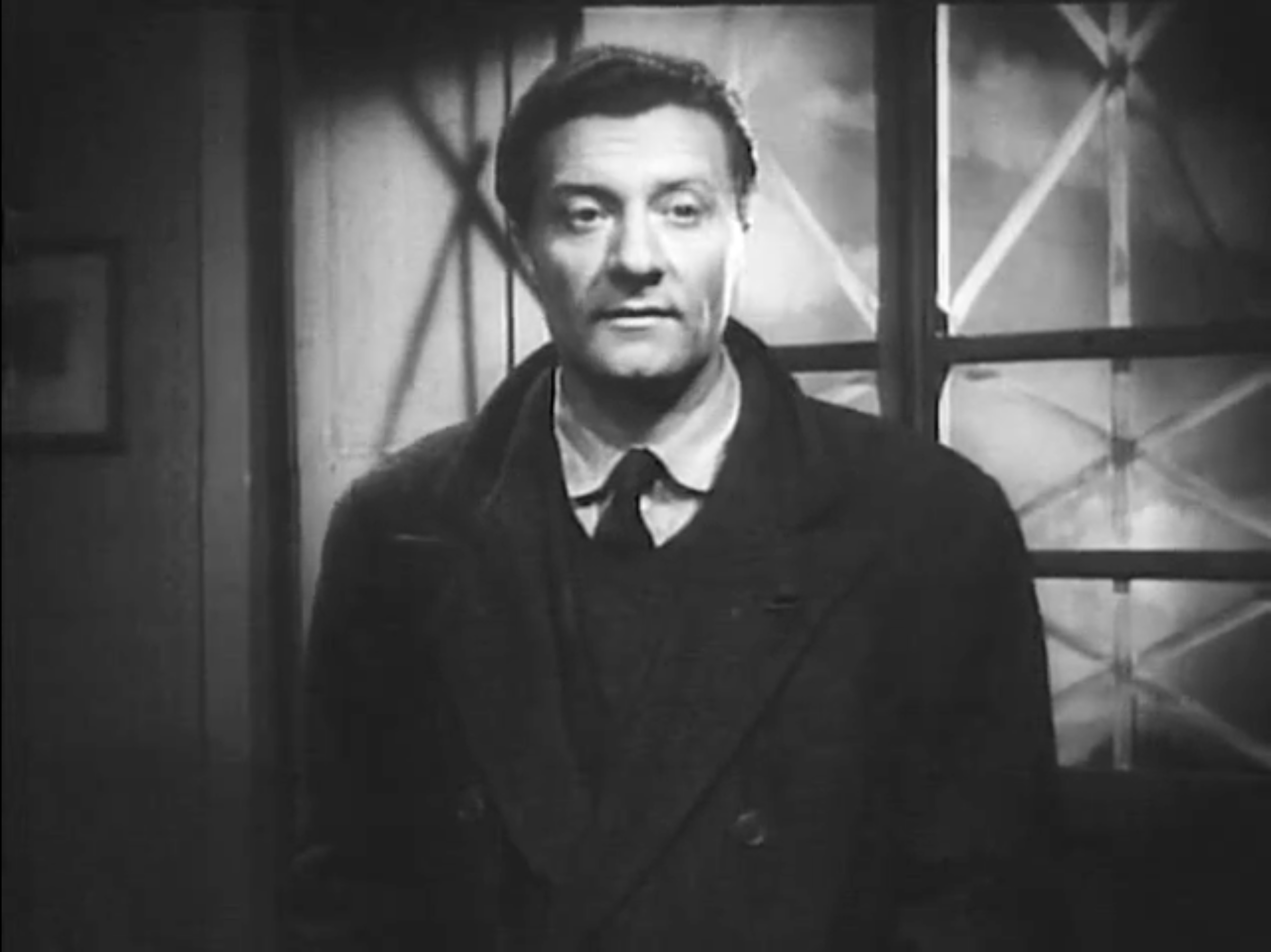
Marcello Pagliero a Roma, ciutat oberta (1945)

### Director
- 07... tassì (1946)
- Nebbie sul mare - codirigida amb Hans Hinrich (1944)
- Desiderio - codirigida amb Roberto Rossellini (1945)
- Giorni di gloria - documental (1945)
- Roma città libera (1946)
- Un homme marche dans la ville (1950)
- La Rose rouge (1950)
- Gli amanti del fiume (1950)
- Azur - documental (1951)
- La Putain respectueuse (1952)
- Elizabeth, episodi de Destinées (1953)
- Vestire gli ignudi (1954)
- Vergine moderna (1954)
- Chéri-Bibi (1955)
- L'Odyssée du Capitaine Steve (1956)
- Vingt-mille lieues sur la terre (1960)

### Actor
- Roma, ciutat oberta, dirigida per Roberto Rossellini (1945)
- L'altra, dirigida per Carlo Ludovico Bragaglia (1947)
- Les jeux sont faits, dirigida per Jean Delannoy (1947)
- Dédée d'Anvers, dirigida per Yves Allégret (1947)
- La Voix du rêve, dirigida per Jean-Paul Paulin (1948)
- Désordre, dirigida per Jacques Baratier - curtmetratge (1949)
- Tourbillon, dirigida per Alfred Rode (1953)
- Seven Thunders, dirigida per Hugo Fregonese (1957)
- Le Bel Âge, dirigida per Pierre Kast (1959)
- Les Mauvais Coups, dirigida per François Leterrier (1961)
- Ton ombre et la mienne, dirigida per André Michel (1962)
- Symphonie pour un massacre, dirigida per Jacques Deray (1963)
- Les beaux jours d'Agatha, dirigida per Pierre Cardinali - telefilm (1964)
- Nick Carter et le trèfle rouge, dirigida per Jean-Paul Savignac (1965)
- Je vous salue, Mafia!, dirigida per Raoul J. Lévy (1965)
- Affaire Vilain contre ministère public, dirigida per Robert Guez – sèrie de televisió, 19 episodis (1968)
- Les Gauloises bleues, dirigida per Michel Cournot (1968)
- La Nuit bulgare, dirigida per Michel Mitrani (1969)

### Guionista
- La danza del fuoco, dirigida per Camillo Mastrocinque (1940)
- Anime in tumulto, dirigida per Giulio Del Torre (1941)
- Confessione, dirigida per Flavio Calzavara (1941)
- Le due tigri, dirigida per Giorgio Simonelli (1941)
- Si chiude all'alba, dirigida per Nino Giannini (1944)
- La gondola del diavolo, dirigida per Carlo Campogalliani (1945)
- Paisà, dirigida per Roberto Rossellini (1946)